# Schwarztal
Schwarztal auch Schwarzer Graben, Schwarzgraben oder Radomlja-Tal, slowenisch Črni graben, ist ein Tal in Slowenien im Osten der Oberkrain (Gorenjska). Es erstreckt sich östlich von Domžale von Prevoje bei Šentvid im Westen bis Trojane im Osten und wird vom Flüsschen Radomlja durchflossen. Die wichtigsten Ortschaften sind Prevoje, Lukovica, Krašnja, Blagovica und Trojane.
Durch das Tal führt die Autobahn 1 als Hauptverbindung zwischen Ljubljana und Maribor.

## Geschichte
Der Schwarze Graben war seit der Antike die Hauptverbindung zwischen dem pannonischen und dem alpinen Teil Europas, die als Bernsteinstraße von Aquileia zur Ostsee bekannt wurde. Überreste römischer Bauten wurden am Nordhang des Tals östlich von Blagovica gefunden.
Ab Beginn des 18. Jahrhunderts wurde durch das Tal eine neue Straße als Hauptverbindung zwischen Krain und der Steiermark ausgebaut.